# Cultura Villanova

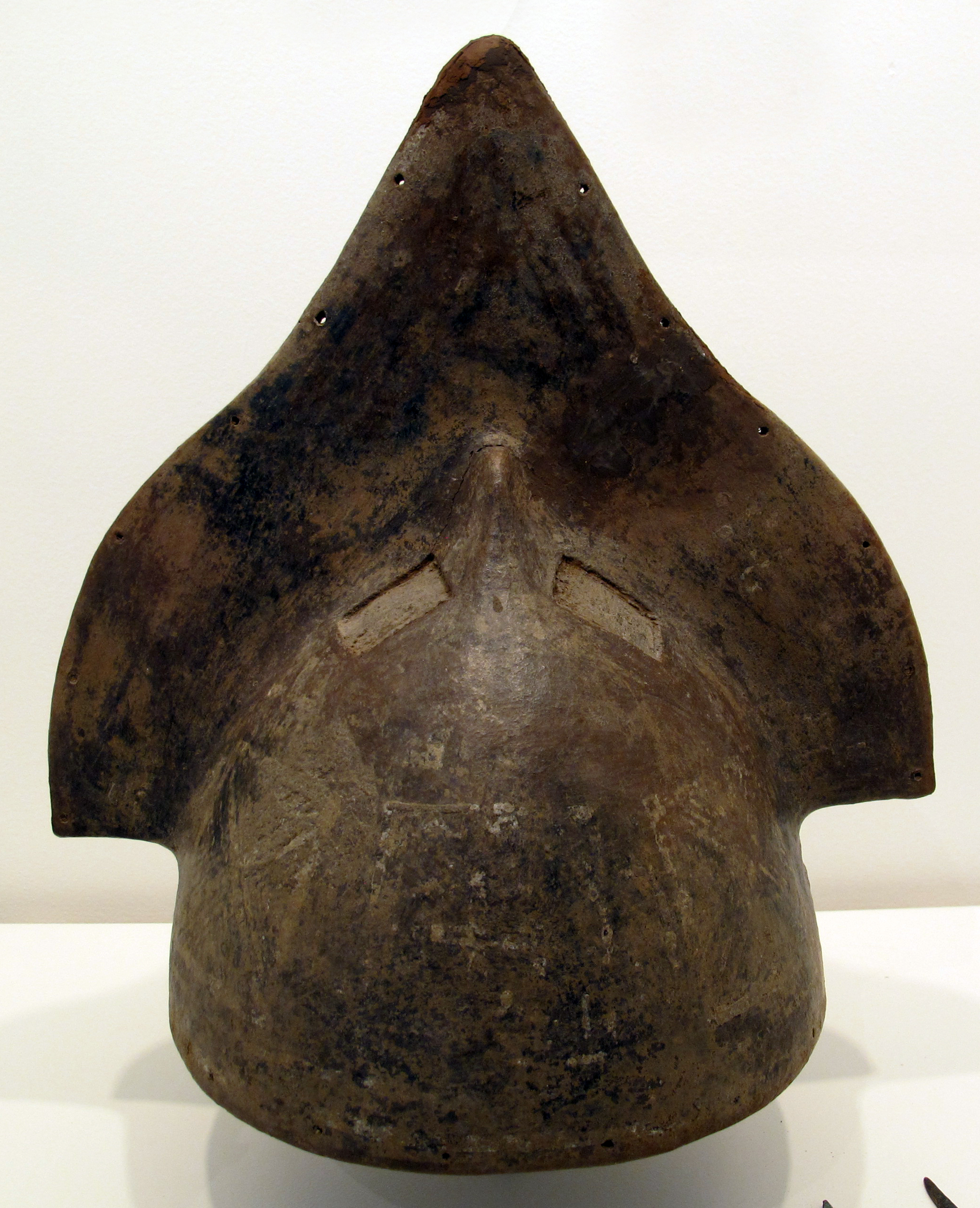
Itália Central, tampo de urna em forma de elmo cristado (terracota), c. 900-

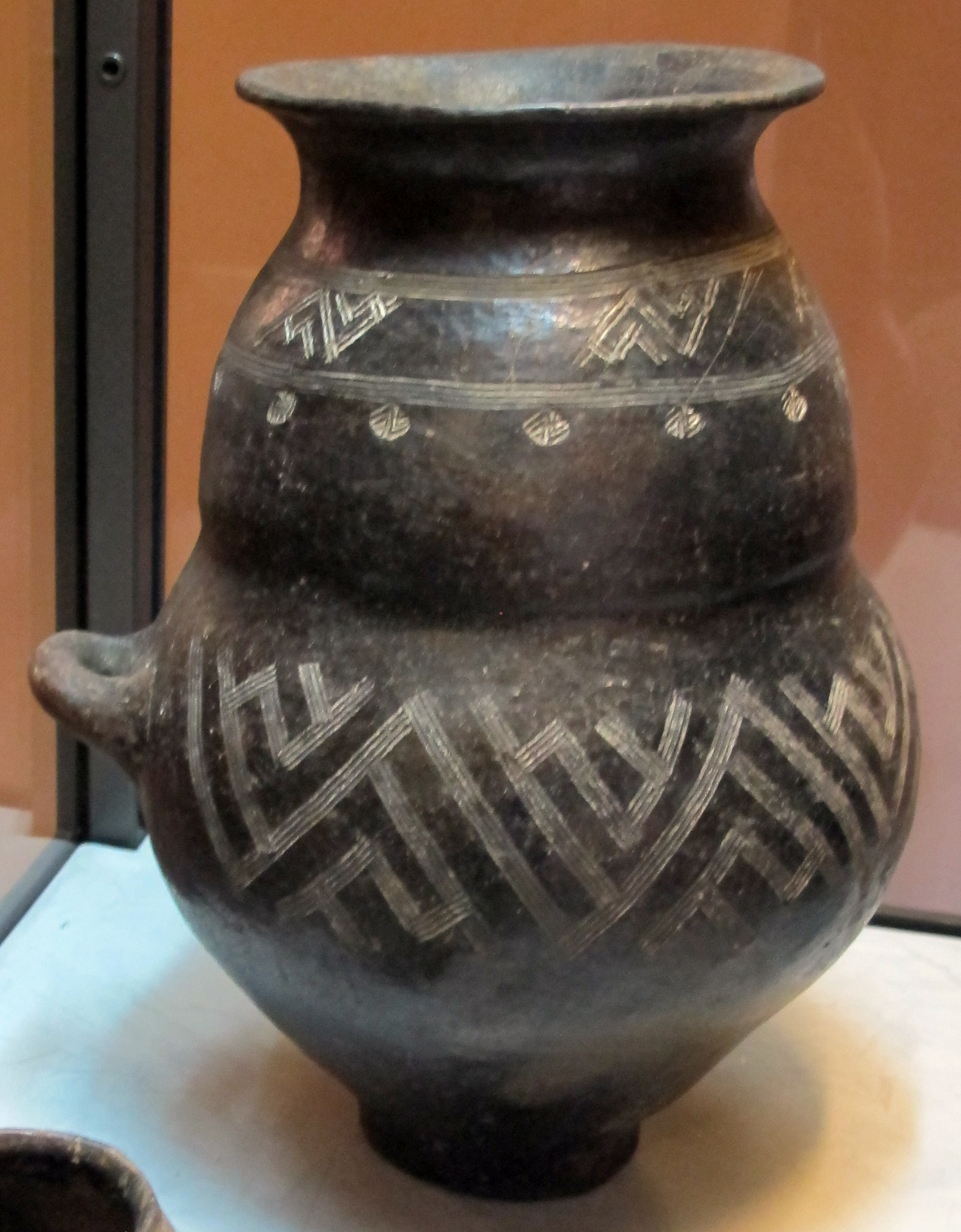
Ossuário bicônico,

A cultura Villanova foi a primeira cultura da Idade do Ferro do centro e norte da península Itálica que sucedeu, no século VII a.C., à Cultura Terramare da Idade do Bronze durante o Período Orientalizante, por influência de comerciantes gregos e etruscos. A cultura e o povo Villanova eram uma ramificação da Cultura dos Campos de Urnas da Europa Central. A sociedade Villanova introduziu à península o trabalho com o ferro; eles praticavam a cremação, isto é, enterravam as cinzas de seus mortos em urnas de cerâmica em forma de cone duplo.
O termo Villanova se origina do nome da localidade onde foram encontrados vestígios arqueológicos relativos a esta cultura, restos de um cemitério perto de Villanova (Castenaso, comuna italiana localizada 8 km a sudeste da Bolonha) no norte da Itália. A escavação que durou de 1853 a 1855 foi feita pelo acadêmico conde Giovanni Gozzadini e envolveu 193 túmulos. Seis sepulturas se destacavam das demais indicando um estatuto social privilegiado e eram constituídas por covas revestidas em pedras. Todas elas continham urnas funerárias preservadas e pouco saqueadas. Em 1893, acidentalmente uma necrópole Villanova foi descoberta em Verucchio, com vista para a planície costeira do Adriático.
As características de sepultamento relacionam a Cultura Villanova à Cultura dos Campos de Urnas (c. 1 300−750 a.C.) e à Cultura de Hallstatt (que substituiu a Cultura dos Campos de Urnas). Restos cremados eram depositados nas urnas que, em seguida, eram enterradas. Acredita-se que a cultura Villanova criou a "urna em cabana", urnas funerárias em formato de pequenas cabanas, e outras formas diferentes de recipientes cinerários. Decoração típica esgrafiado em suásticas, meandros e formas geométricas eram gravadas com uma ferramenta múltipla de incisão. As urnas eram acompanhadas por fíbulas simples em bronze, lâminas e anéis.